# Андреу Герао
Андреу Герао Майораль (ісп. Andreu Guerao Mayoral; нар. 17 червня 1983, Барселона) — іспанський футболіст, що грав на позиції півзахисника. Виступав за низку іспанських і закордонних клубів.

## Ігрова кар'єра
Андреу Герао народився 1983 року в місті Барселона, та є вихованцем футбольної школи клубу «Барселона». У дорослому футболі дебютував 2003 року виступами за команду «Барселона Б», проте до сновної команди клубу так і не пробився, і з 2005 до 2006 року грав у другій команді клубу «Малага».
У 2006 році Герао став гравцем клубу «Спортінг» (Хіхон), в якому розпочав виступи вже в основній команді клубу. До 2010 року футболіст провів у клубі з Хіхона 41 матч, проте постійним гравцем основного складу не став, та перейшов до польського клубу «Полонія», де став гравцем основи, зігравши за рік 31 матч чемпіонату. У другій половині 2011 року іспанський півзахисник грав за новозеландський клуб «Окленд Сіті».
На початку 2012 року Андреу Герао став гравцем грузинського клубу «Динамо» (Тбілісі), проте зіграв у його складі лише 3 матчі, та пейшов до польського клубу «Лехія» (Гданськ), проте й там надовго не затримався, і з 2013 року став гравцем іспанського клубу «Расінг», у якому грав до 2015 року, та став гравцем основного складу команди. У 2015—2016 роках футболіст грав у складі австралійського клубу «Вестерн Сідней Вондерерз». У 2016—2017 роках Герао грав у складі грецького клубу «Аріс», проте зіграв у її складі лише 2 матчі. У 2017—2018 роках іспанський півзахисник грав у складі австралійського клубу «Перт Глорі», після чого завершив виступи на футбольних полях.